# Everlövs församling
Everlövs församling var en församling i Lunds stift och i Sjöbo kommun. Församlingen uppgick 2006 i Blentarps församling.

## Administrativ historik
Församlingen har medeltida ursprung.
Församlingen utgjorde före 1555 ett eget pastorat för att därefter till 1939 vara moderförsamling i pastoratet Everlöv och Slimminge. Från 1939 till 2006 var den annexförsamling i pastoratet Sövde, Blentarp och Everlöv. Församlingen uppgick 2006 i Blentarps församling.

## Kyrkor
- Everlövs kyrka